# Kalejdoskopet öppnar sig
Kalejdoskopet öppnar sig var en vandringsutställning som producerades av den statliga myndigheten Riksutställningar i slutet på 1980-talet. Utställningen handlade bland annat om matematikens förhållande till konst och form. Utställningen hade premiär 1985 i Eskilstuna och målgruppen var barn från 4 till 12 år.

## Bakgrund
Slutet av 1960-talet innebar en intensiv period för Riksutställningar som experimenterade för att utveckla både innehåll och form och hitta en publikvänlig dynamik mellan de båda begreppen. Vandringsutställningarna Det underbara skåpet och Upptäcka – uppleva visades upp på Liljevalchs konsthall som exempel på de nytänkande inom utställningsproduktion.

Det var ett nytänkande som behövdes, konstaterade Dagens Nyheter och Rebecca Tarschys under rubriken ”Expo med engagemang”, 1968-06-08:
Riksutställningar har dragit in på Liljevalchs, berättar en ljusblå affisch med en öppen kartong ute på stan just nu/.../. Gå dit med era barn – men begär inte att ni och de skall orka allt!/.../Lite tidigt är det kanske också att uttala sig om effekten. Men ett är säkert, det har börjat bli roligare med utställningar sen Riksutställningar kom till. Plötsligt håller vi efter alla dessa år på att på allvar utveckla ett utställningsspråk./.../Det har varit påfallande tunt och ointressant på utställningsteknikens område./.../Vid de tre världsutställningstillfällen som varit under 1960-talet har man som svensk tagit sig för pannan inför vår egen uppradning av varor jämfört med andra länders fantasiladdade utställningsbudskap.
Den nya tidens produktioner från Riksutställningar blev en blandning mellan konst, scenografi och installation, exempelvis de samhällskritiska och provokativa vandringsutställningarna Sköna stund och Den rike mannens bord från 1968.

### Rummen i rummen
Till samma kategori hörde den fem år senare Land du välsignade – ett uttryck för Riksutställningars försök att förnya utställningsmediet genom att skapa ”rum i rummet”. Metoden innebar en utställning som i sig bildade ett fysiskt utrymme bakom skärmväggar eller motsvarande. På så vis behövde inte utställningen anpassas till själva utställningslokalen. Utställningens föresatser kunde genomdrivas mer konsekvent och utställningen såg likadan ut var den än visades. För publiken blev innehållet mer koncentrerat för en tydligare och intensivare upplevelse. Två exempel var de stora vandringsutställningarna Land du välsignade, 1973, och Maskin makt, 1977.
Varianter på temat var utställningarna Folkets musik, där utställningsrummet bestod av staplade lådor, och Skallra clown skallra, där utställningsrummet skapades med skärmar i en ring. Resultatet blev ett utrymme som påminde om en cirkusmanege. Utställningen Moa Martinsson anspelade på författarens torp och hade väggar av faluröd träpanel.
Riksutställningars experiment med formen väckte uppmärksamhet, men utvecklingen gick vidare. I början av 1980-talet producerades Kalejdoskopet som byggde på andra principer.

### En ny sorts matematik
Idén till Kalejdoskopet öppnar sig kom från den brittiske pedagogen Anthony Furness, som ville visa att matematiken alltid haft en nära relation med konst och människans konstnärliga uttryck.

Anthony Furness var kritiskt till hur den svenska skolan försökte lära ut matematik till barn. Kalejdoskopet öppnar sig var hans sätt att visa att det fanns andra metoder, som han ansåg passade barn bättre. Så här beskrev han sina tankegångar i Lärartidningen/Svensk skoltidning, nummer 2, 1986:
– För barnet saknas struktur i den matematik de lär sig i skolan. Utan struktur måste barnet lära sig saker utantill och utan att förstå. Struktur däremot ger ett mönster och utifrån mönstret får barnet en egen kunskap./.../Problemen i matteboken är skapade av vuxna människor, de är lösryckta och utan sammanhang, anser Anthony Furness. Hur ska ett barn kunna förstå en vuxen människas matematik? – Barn har svårt att tänka teoretiskt. De är visuella och vill arbeta konkret. Får de material och frihet att själva utforska, pyssla och se vad som går och inte går att göra, får de ett grepp om vad de håller på med.

## Tema
Kalejdoskopet öppnar sig – möte mellan bild och matematik var en skildring av matematikens koppling till konst och form, med olika övningar på temat matematik och bild för barn 4 till 12 år gamla.

## Produktion
Kalejdoskopet öppnar sig – möte mellan bild och matematik var det fullständiga namnet på utställningen. Den var inte ”inbyggt” på samma vis som Land du välsignade och Maskin makt hade varit. Här handlade det om en konstruktion som öppnade upp sig formmässigt och bestod av separata enheter för fristående placering i lokalen den skulle visas i. Kalejdoskopet öppnar sig krävde en utställningsyta på cirka 250 kvadratmeter, som kunde delas upp i tre ytor på cirka 180 kvadratmeter, cirka 50 kvadratmeter och cirka 20 kvadratmeter. En takyta på väl över tre meter krävdes, eftersom en av montrarna och fyra spegelpelare hade den höjden. Riksutställningar ville att den lokala utställaren såg till att en pedagog fanns med under gruppvisningar i utställningsdelen och de olika verkstäderna.

### Ett kalejdoskop med plats för besökare
Konkret bestod Kalejdoskopet av en utställningsdel och en verkstadsdel, med betoning på verkstadsdelens åtta arbetsstationer. Möbler och montrar var inte fast placerade utan bytte plats i varje visningslokal. Enligt arkitekten var placeringen en ”möbleringsfråga”. På så vis påminde vandringsutställningen, med ordet kalejdoskop i titeln, om ett verkligt kalejdoskop. Det vill säga en tub där innehållet skiftar utseende efter varje omskakning – flytt – av det. Tanken var att besökarna skulle röra sig fritt mellan de olika montrarna och möblerna och i vilken ordning det skedde hade ingen betydelse, till skillnad från den fastställda rutten i kronologisk ordning i Land du välsignade och Maskin makt.
Kalejdoskopet lanserades som en laborativ utställning om bild och matematik. Barns intresse och förståelse för matematik skulle uppmuntras – genom att undersöka geometriska former och tal med hjälp av modeller som ingick i utställningen. Några av övningarna gick ut på att bygga skulpturer och skapa olika mönster genom att räkna och mäta.

Ur projektbeskrivningen:
/.../Praktiska övningar av en mängd olika slag och med användande av olika redskap i stor skala skall utgöra grunden för en fördjupning-teoretiskt-i matematikens fundamentala betydelse för olika mänskliga aktiviteter inom konsten, religionen, bostadsbyggandet; för kunskapen om djur och växter; för begripandet av idéernas historia. Gränslandet mellan vetenskap och konst är nog det som utställning och verkstad mest handlar om./.../
Anthony Furness ville visa på matematikens betydelse för estetik – för de former som fanns naturligt i människans miljö. Som exempel gavs bland annat formen på sköldpaddans skal och snäckans spiral. De unga besökarna fick också prova fritt eller vetenskapligt skapande i verkstadsdelen, som innehöll en kopia av Leonardo da Vincis månghörning och en modell av Johannes Keplers syn på universum.
Kalejdoskopet öppnar sig innehöll bland annat följande teman och aktiviteter:
- Cirklar och deras geometri. Exempel i form av en återgivning av rosettfönstret från katedralen i Chartres i Frankrike och en kopia av målningen Några cirklar av Vasilij Kandinskij. Här fanns exempel på flertusenåriga cirklar på en vinkanna från Cypern, tillverkad 700 år före Kristus. I verkstadsstationen ”Kyrkfönstret” fanns övningar för att se hur cirklar och geometri hängde ihop. Elastiska band spändes upp över stora cirklar i ramar för att skapa kyrkfönstermönster.
- Spiraler. Här fanns en monter med olika varianter av spiraler, en modell av Bror Marklunds skulptur DNA-molekylen, fårskallar, snäckor, en bronsålderskrage med spiraldekor, en modell av en spiraltrappa från 1870-talet. I verkstadsstationen ”Cirklar och spiraler” kunde besökarna prova att rita logaritmiska spiraler med hjälp av ett redskap som bestod av en gjuten bronssnäcka.
- Månghörningar, representerade av verkstadsstationen ”Leonardos månghörningar”, men även astronomen Johannes Keplers modell av universum.
- Kristaller. Här fanns en kristallmonter och verkstadsstationen ”Socker och salt, där besökarna fick prova att bygga stora modeller av bland annat sockermolekyler.
- Geometriska kombinationer. I verkstadsstationen ”Tesselation” fanns färg- och tryckstämplar med formerna cirkel, kvadrat, triangel, femhörning, sexhörning, åtthörning. Utställningen demonstrerade hur geometriska former kunde kombineras till regelbundna eller oregelbundna mönster. Bland exemplen fanns plexiglasmosaik, sköldpaddsskal, lapptäcken, islamskt kakel, afrikanska textilarbeten i så kallade raffiateknik.
- Pyramidformer. Verkstadsstationen ”Kanonkulor i Calcutta” uppmanade till laborationer med olika mönster, att bygga pyramider eller slott, experiment med triangeltal, kvadrattal och pyramidtal.[10][11]

Utställningen krävde ett antal redskap som planerade byggas av Anthony Furness i Riksutställningars ateljé med hjälp av en tekniker. Redskapen skulle sedan utprovas vid Barnkulturcentrum. Arkitekten Stefan Alenius anlitades för att integrera utställningsdelen med verkstadsdelen och skapa ett sammanhållet rum. En idéhistoriker, med matematik som specialitet, engagerades för att delta i regelbundna möten under våren 1984 med pedagog, arkitekt, Riksutställningars tekniker och producent.
Med Kalejdoskopet öppnar sig följde också två trycksaker under första turnéåret: boken Den sköna geometrin och en handledning till utställningen.

### Utställningens föremål
Till Kalejdoskopet öppnar sig lånades ett 30-tal ”värdefulla föremål” till ett ungefärligt värde av 450 000 kronor. Bland annat rörde det sig om en skulptur, målningar, teckningar och olika typer av textilarbeten. Omkring 10 föremål köptes in till ett värde av cirka 100 000 kronor. Föremålen fördelades på utställningens avdelningar: ”Utställningen matematik och konst” och ”Stora utställningen”.

Inventarielistan utsattes för prövningar under den kommande turnén. Utställningen och dess innehåll slets oväntat hårt, vilket Riksutställningars Eva Persson berättar i en rapport från länsmuseet i Gävle:
Första intrycket: Vad fin den ser ut, så snyggt den är uppställd/.../Sedan upptäcker man snart defekter: färg som skavts av; flisor som brutits loss, småföremål som tillfälligt satts fast med tape, plansch som fått ordentlig kantstöt, kuberna som håller allt kortare tid, dammiga plexiglas... Utställningen är för populär! Anstormning i Gävle; även på fritiden kommer barnen... Det är uppenbart att utställningen med stigande ålder blir allt lättare stött, allt mindre stryktålig./.../
En skadelista upprättad efter ankomsten till Norrköping innehöll 17 punkter på skador. Det allmänna skicket betecknades som ”mycket dåligt” Turnéslitaget fick bland annat till följd att ett av de inlånade föremålen gick sönder: det handmålade och 2 600 år gamla vinkruset från Medelhavsmuseet, med ett uppskattat värde på 25 000 kronor. Skadan upptäcktes efter transport till Leksand.
Renoveringen av Kalejdoskopet öppnar sig kostade cirka 15 000 kronor, enligt en distributionsbudget från augusti 1988.

### Producentgruppen
- Idégivare: pedagog och lärare Anthony Furness.
- Projektledare: Eva Persson.
- Formgivare: arkitekt Stefan Alenius.
- Turnéansvarig: Anna Carsén.[19]

## Turné
När turnén var slut förvandlades Kalejdoskopet öppnar sig till den betydligt mindre utställningen Symmetrilådan, riktad till skolelever över 10 år. Symmetrilådan presenterades som en utställning och verkstad för användning i klassrum. Delar av den gamla utställningen följde med till den nya, som liksom förlagan handlade om att upptäcka och analysera symmetri och former i naturen.
Kalejdoskopet hade premiär på Eskilstuna konstmuseum söndag 10 november 1985. Pressvisning för media hölls dagarna innan, fredag 8 november 1985. I samband med visningen av utställningen arrangerades olika kringaktiviteter, bland annat föredrag och kurser.
Här nedan följer några av de orter som Kalejdoskopet öppnar sig besökte på sin turné över Sverige.

### 1985
- Eskilstuna, Eskilstuna konstmuseum, 10/11-8/12.[2]

### 1986
- Jönköping, Jönköpings läns museum 16/1-16/2.
- Härnösand, Högskolan i Härnösand 24/2-23/3.
- Skellefteå, Skellefteå museum 12/4-1/6.
- Borås, Tekomuseum i Borås 15/9-2/11.[2]

### 1987
- Göteborg, Göteborgs konstmuseum 8/11-11/1.
- Linköping, Östergötlands länsmuseum 17/1-1/3.[2]
- Norrköping, Norrköpings stadsmuseum 7/3-22/4.[2][25]
- Västerås, Västerås konstmuseum 2/5-8/6.
- Stockholm, Tekniska museet 19/6-2/8.
- Rättvik, Rättviks kulturhus 22/8-27/9.
- Borlänge, Framtidsmuseet 3/10-8/11.
- Gävle, Länsmuseet 15/11-13/12.[2]

### 1988
- Sundsvall, Sundsvalls museum 20/12-31/1.
- Örnsköldsvik, Örnsköldsviks museum 13/2-27/3.
- Umeå, Västerbottens museum 9/4-23/5.
- Luleå, Teknikcentrum 28/5-11/9.[2]

### 1990
- Paris, Frankrike, Centre Culturel Suédois 14/1-23/2.
- Caluire-et-Cuire, Lyon, Frankrike 3/3-1/4.[26]

I augusti 1990 kände ansvariga på Riksutställningar att det började bli dags att lämna tillbaks de föremål som hade lånats till Kalejdoskopet öppnar sig. En begäran om upplösning av utställningen lämnades därför in.

## Reaktioner
Aftonbladet, 1985-11-18:
Hur får barn kunskap? Det är en fråga som ställs, och delvis besvaras, av initiativtagarna till två aktuella utställningar för barn: Kalejdoskopet öppnar sig i Eskilstuna, som Riksutställningar producerat, och Tom Tits experiment i Södertälje. I Eskilstuna handlar det om form och matematik, i Södertälje om naturvetenskap. Men i båda fallen bygger man på tanken att barn behöver leka/arbeta fysiskt med olika material för att kunna utforska verkligheten. De lär sig på ett annat sätt än vuxna, som lättare tar till sig abstrakta formler. ”Jag ser och jag glömmer, jag hör och jag kommer ihåg, jag gör och jag förstår.” Så lyder mottot för Childrens Museum i Boston, och det skulle också kunna stå som motto för båda dessa utställningar. Idégivare till Kalejdoskopet öppnar sig är Anthony Furness, en engelsk mellanstadielärare, som kom till Sverige, och tyckte att våra skolor närmade sig matematiken på ett alltför abstrakt och isolerat sätt. Bild och form är ett lågstatusämne i Sverige, medan matematik är ett högstatusämne. Och ändå hör de ihop, menar Furness, som följaktligen har startat en matematikverkstad för barn i Stockholm. Dessa ämnen måste integreras på ett bättre sätt, om man ska ta hänsyn till barns sätt att tänka – utan form har vi enbart kaos./.../Det var de här idéerna som tände både producenten Eva Persson och Barnkulturcentrum i Eskilstuna, som lät Furness experimentera fram verkstadsdelen under ett år tillsammans med barn. De har arbetat fram helt nya redskap som ligger till grund för barnens lekar med olika geometriska former: månghörningar som sätts ihop till katedralliknande byggnader, små kanonkulor som ger möjlighet att utforska talserier, plexiglas-skivor som fogas samman till kyrkfönsterliknande mönster/.../Tyvärr ligger texterna på ett för högt abstraktionsplan för barnen – jag testade och de förstod inte – och även om detta är medvetet, är det synd på så rara ärtor. Nog hade vi vuxna uppskattat utställningen, även om man hade anpassat den också till barnen./.../
Lärartidningen/Svensk skoltidning, nr 2, 1986-01-16:
Att låta barnen själva utforska geometriska hemligheter i konsten och vardagstingen omkring oss. Att upptäcka logiken och symmetrin och få matematiken i fingrarna. Det är den bärande idén i utställningen ”Kalejdoskopet öppnar sig”, som nu är på turne i landet. På ett ljusbord, fullt av färggranna polygoner, växer fantastiska geometriska mönster fram under barnens händer. Blå, gröna, röda och gula månghörningar bildar rosetter och stjärnor, växer till symmetriska täcken av färg och mönster. Detta är en av de nio stationerna i utställningen ”Kalejdoskopet öppnar sig”, som handlar om form och matematik./.../Utställningen vänder sig till barn mellan sju och tolv år. Barnen får själva utforska geometrins hemligheter i konsten och i mer eller mindre vanliga ting vi omger oss med, utan att kanske tänka så mycket på att det i dem finns inbyggda sinnrika och logiska matematiska principer. Vem har väl tänkt på att en vanlig tallkotte är uppbyggd likt en logaritmisk spiral, där fjällen växer i spiraler både med- och motsols och är lika med två på varann följande tal i Fibonaccis-följd?/.../Utställningen är full av lockande och mycket vackra redskap, färgsatta och utformade av arkitekt Stefan Alenius. Ingenting man gör kan bli fel utan bara leda till nya frågor, ny lust att utforska ännu mer./.../Genom att skapa själv kommer man närmare mystiken, hittar rätt bakom de matematiska finurligheterna, upptäcker logiken och vill veta ännu mer. Inget barn kan hålla fingrarna i styr. De sätter själva i gång att prova, de låter sin egen fantasi flöda./.../”Kalejdoskopet öppnar sig” är tilltalande och påkostad men ingenting är krångligt att själv göra i klassrummet./.../
Borås Tidning, 1986-09-13:
– Här finns fantastiska saker med... Det säger Eva Goliger om Tekomuseums nya utställning ”Kalejdoskopet öppnar sig” som öppnas på söndag. Det är en vandringsutställning från Riksutställningar som handlar om mötet mellan matematik och bild. Främst är exposén avsedd för skolbarn och alla elever i femte klass i Borås kommun kommer att se den. Men naturligtvis står den även öppen för allmänheten. – Blir detta Tekomuseums största publikframgång någonsin, frågar sig museichef Anders Larson./.../
Göteborgs-Posten, 1986-11-29:
/.../Matematiken är det exaktas vetenskap medan bildskapandet är den verkligt fria konsten. Matematiken är kyligt logisk medan konsten pulserar av associationens värme och ändå möts de två ständigt. Med utställningen Kalejdoskop har Riksutställningar velat visa på mötet mellan bild och matematik och det har blivit en lika fantasirik och uppslagsfylld utställning som nu på sin Sverigevandring hamnat i Göteborg. I realiteten är det ett triangelmöte mellan natur, matematik och konst, ett möte som skulle kunnat innehålla mycket av spänningar och motsättningar, men i denna version har man valt att visa på de minsta gemensamma nämnarna, dvs hur naturen inspirerat matematikerna och hur sedan bildkonstnärerna tagit till sig av matematiken. Utställningen är mycket pedagogiskt gjord. Man har sett det som sin främsta uppgift att väcka skolelevers intresse och sätta igång deras fantasi. Eleverna skall praktiskt och handfast få se och leka med materialet. Det pedagogiska draget är så överbetonat att de flesta vuxna antagligen värjer sig, ser utställningen på avmätt avstånd eller t o m lämnar utställningen utan att riktigt ta del av den. Alltmedan skolklasserna väller in, lyssnar, tittar och leker. Det är synd att Riksutställningar så klart markerat vilken målgrupp man riktat in sig på. Jag är säker på att utställningen Kalejdoskop angår oss alla oavsett om vi är skolade konstkonsumenter eller aldrig satt foten på en konstutställning förut. I utställningens material ligger förborgat så mycket som kan få var och en att upptäcka, få oss att tänka och att själva aktivt söka. Om inte förr kan man se att geometri inte är ett torrt och tråkigt ämne utan en fascinerande värld som öppnar oanade möjligheter. Det är bara att ta för sig, släppa hämningarna och blanda sig med barnen i leken med de geometriska figurerna./.../
Norrköpings Tidningar, 1987-03-12:
– När man först kommer in i salen undrar man vad de olika sakerna har med varandra att göra. Men så förstår man allt som finns här hänger ihop. Så säger speciallärare Ulla Brogren, där hon står mitt i stadsmuseets färgerisal. Ja, vad har krukväxter, snäckor och getskallar gemensamt med ett konstverk från renässansen? De är alla delar i en utställning som öppnar i dag. Kalejdoskopet öppnar sig är namnet på utställningen som är på turné genom landet och närmast kommer från Länsmuseet i Linköping. Se skön form är vad ordet kalejdoskop, som kommer från grekiskan, betyder. På Stadsmuseet är det inte meningen att besökarna ska nöja sig med att se på de sköna formerna. Under pedagogisk ledning ska var och en skapa sina egna sköna former. Speciellt inbjudna är kommunens mellanstadieelever. Inte mindre än 75 olika klasser ska få komma för att leka och lära. Till sin hjälp och vägledning ska de ha specialläraren Ulla Brogren./.../– Jag tyckte att det lät så intressant så jag anmälde mig frivilligt när jag hörde talas om utställningen, säger hon./.../– Det jag vill att barnen ska ha med sig från utställningen är att matematik har en historisk bakgrund och att den finns också i naturen./.../– Förlängningen av en sån här utställning är att matematikundervisningen i skolorna förändras, anser amanuens Bonnie Festin./.../

## Ekonomi
Budget för Kalejdoskopet öppnar sig:
1. Material: 140 000 kronor.
2. Arvoden: 127 000 kronor – Stefan Alenius (arkitekt), Anthony Furness (upphovsman, pedagog, biolog).
3. Ytterligare konstnärlig medverkan i utställningen: 53 000 kronor – Lars Kleen (modellbygge), Tommy Ceder, Birgitta Ceder (målning av månghörningarna), Barbro Fjälling, Jan Svenungson (mönsterritning, målning), E. Fievet (foto), Horst Tuuloskorpi (dokumentation av barnens arbete i verkstaden i mars 1985).
4. Övrigt: 32 000 kronor.
5. Tryckmaterial: 54 000 kronor.
6. Prishöjningar: 20 000 kronor.
7. Reserv: 10 000 kronor.

Delbeslut planeringsbudget för Kalejdoskopet öppnar sig:
- Planering 1983/1984: 31 000 kronor.
- Planering 1984/1985: 16 000 kronor.[33]

Kalejdoskopet öppnar sig delfinansierades av Forskningsrådsnämnden.
Kostnaden för en lokal utställare att hyra Kalejdoskopet öppnar sig var 12 000 kronor för 6 veckor. Därefter var priset 1 200 kronor för ytterligare 3 veckor. För den summan ingick frakt och upp- och nermontering av utställningen av Riksutställningars personal.